# Cirsium polyanthemum
Cirsium polyanthemum là một loài thực vật có hoa trong họ Cúc. Loài này được Spreng. mô tả khoa học đầu tiên.